# II. Fülöp savoyai herceg
Savoyai II. Fülöp, olaszul: Filippo II di Savoia, franciául: Philippe IIe de Savoie, vagy Bresse-i Fülöp, ifjúkori ragadványnevén Földnélküli Fülöp olaszul: Filippo senza Terra, franciául: Philippe Sans Terre, (Genf, 1443. február 5. – Chambéry, 1497. november 7.),  a Savoyai-házból származó herceg, I. Lajos herceg ifjabbik fia, Bresse grófja, Bugey ura. Gyermekkorú kis-unokaöccsének, Károly János Amadénak halála után, 1496–1497 között másfél éven át Savoya hetedik uralkodó hercege, Piemont hercege, Aosta és Maurienne grófja, Jeruzsálem és Ciprus címzetes királya. Életének nagy részében a kiskorú savoyai hercegeket irányító régensek ellen küzdött, hol a Francia Királyság szolgálatában, hol a francia törekvések ellen. Két évtized után léphetett a trónra, de csak másfél évig uralkodhatott. Közvetlen leszármazottai közül kerültek ki a szárd–piemonti királyok (1831-ig).

## Élete

### Származása
Savoyai Fülöp herceg Genfben született 1443-ban.
Édesapja I. Lajos savoyai herceg  (1413–1465) volt, VIII. (Békés) Amadé herceg (1383–1451) és Burgundi Mária hercegnő (1386–1422) fia, II. (Merész) Fülöp burgundi herceg (1342–1404) unokája.
Édesanyja Lusignan Anna ciprusi királyi hercegnő (1418–1462), I. Janus ciprusi és jeruzsálemi király (1374/75 – 1432) és Bourbon Sarolta hercegnő (1388–1422) leánya.
Szülei házasságából 18 testvér született, de csak néhányan érték meg a felnőttkort.
1. Amadé (Amédée/Amedeo, 1435–1472), trónörökös, 1465–től haláláig IX. Amadé néven Savoya uralkodó hercege, aki 1452-ben sógornőjét, Valois Jolanda francia királyi hercegnőt (1434–1478), VII. Károly francia király (1403–1461) leányát vette feleségül,
2. Mária (*/† 1436), csecsemőkorban meghalt,
3. Lajos (Louis/Luigi, 1436/37–1482), melléknevén az ifjabb, Genf grófja. 1459-ben I. Sarolta ciprusi királynőt vette feleségül. Felesége jogán (de iure uxoris) Ciprus királya, Örményország címzetes királya lett.
4. Margit (Marguerite, 1439–1484)[5] Első férje 1458-tól IV. Monferratói János (1413–1464), Monferrato őrgrófja, második férje 1466-tól saját unokaöccse, II. Pierre de Luxemburg-St.Pol gróf (1440–1482), St. Pol és Brienne grófja lett.
5. Jánusz (Janus, 1440–1491), Genf grófja, aki 1466-ban Hélène de Luxembourg grófkisasszonyt († 1488) vette feleségül,
6. Sarolta (Charlotte/Carlotta, 1441–1483), 1451-től XI. Lajos francia király (1423–1483) második felesége, 1461-től Franciaország királynéja,
7. Aimon (Aymon, 1442–1443), csecsemőkorban meghalt,
8. Fülöp (1443–1497), Bresse grófja, 1496–97-ben II. (Bresse-i) Fülöp néven  Savoya uralkodó hercege,
9. Jakab (Jacques, 1444–1445), csecsemőként meghalt, az Hautecombe apátságban temették el, nevét a források egy része nem említi,
10. Ágnes (Agnès, 1445–1508), aki 1466-ban I. Ferenc orléans-longueville-i hercegnek (1447–1491), Dunois és Longueville grófjának felesége lett,
11. Péter (Pierre, 1446 k. – 1458), Genf püspöke, Tarentaise érseke, tizenkét évesen meghalt,
12. János Lajos (Jean-Louis/Gianluigi 1447–1482), Genf püspöki adminisztrátora, Tarentaise érseke,
13. Mária (Marie, 1448–1475), aki 1466-ban Louis de Luxembourg connétable-nak (1418-1475), Ligny, St. Pol és Brienne grófjának felesége lett,
14. Bona (Bonne, 1449–1503), 1468-tól Galeazzo Maria Sforzának (1444–1476), Milánó hercegének felesége, Sforza Bianka Mária német-római császárné anyja,
15. Jakab (Jacques 1450–1486), Romont grófja, Vaud ura, aki 1484-ben saját unokahúgát, Marie de Luxembourg–St. Pol grófkisasszonyt  (1462–1546) vette feleségül,
16. Anna (Anne, */† 1452), csecsemőkorban meghalt, a genfi Szent Ferenc-templomban van eltemetve,
17. Ferenc (François, 1454–1490), Genf püspöke, Auch érseke,
18. Johanna (Jeanne, */† 1456 k.), csecsemőkorban meghalt.

Néhány történész azt valószínűsíti, hogy Fülöp valódi apja II. Jakab, Montmayeur grófja lehetett, akinek ezekben az években viszonya volt Lusignan Anna hercegnével.
Születésekor Fülöp herceg igen hátul állt a hercegi trón lehetséges várományosainak sorában. Legidősebb bátyja, Amadé herceg és Fülöp között még két élő fiú- és két leánytestvére állt (Savoya trónöröklési rendje elismerte a nőági öröklést is). Fülöp örökrésze (szülői apanázsa) eredetileg Bresse grófsága (és Bugey tartomány) volt a savoyai–burgundi határ közelében, de ezekre a Francia Királyság tette rá a kezét. Fülöp hercegre, Bresse grófjára ezért már ifjúkorában ráragasztották a „Földnélküli” (Sans-terre / senza terra) melléknevet, mivel semmi egyéb földbirtokot nem kapott szüleitől. Életének legnagyobb részében meg kellett elégednie a hercegi család ifjabb gyermekeinek státusával.

### Lázadásai és kiegyezései
1462-ben Fülöp lázadást szított anyja, Lusignan Anna ellen, aki saját kezében tartotta a kormányzó hatalmat gyenge kezű férje, Amadé herceg helyett. Fülöp úgy látta, anyja a Savoyai Hercegséget vejének, XI. Lajos francia királynak kezére akarja játszani. 1462. október 9-én Fülöp, Bresse grófja erőszakkal próbálta átvenni hatalmat Savoyában anyjától, és annak „ciprusi” embereitől. Apja, Lajos herceg Lyonba menekült és XI. Lajos királytól kért segítséget. Savoyai és francia csapatok 1464. április 12-én Vierzonnál leverték Fülöp csapatait, őt magát elfogták. XI. Lajos Loches várába záratta, és fogságban tartotta 1466 márciusáig.
1465-ben apja, Lajos herceg meghalt, utódja Fülöp legidősebb bátyja, az erélytelen IX. Amadé herceg lépett, aki felesége, Valois Jolanda révén XI. Lajos sógora volt. Amadé hercegnek ekkor már több fia és leánya élt (és a következő években további gyermekei is születtek), akik szintén valamennyien megelőzték öccsét, Fülöp herceget a trón várományosainak sorában. 1465-ben Amadé herceg beiktatta öccsét, Fülöpöt Bresse grófjának méltóságába, ezután már volt saját birtoka és jövedelme.
1466 márciusában Fülöp kiszabadult fogságából, Lyonba költözött és Franciaország királyának szolgálatába lépett. 1466. szeptember 21-én a király kinevezte Guyenne és Limousin tartományok kormányzójává. de már 1468-ban leváltotta, mert 1467-ben a burgundiai háborúban Fülöp átállt Lajos ellenségéhez, Merész Károly burgundi herceghez.
1466 márciusában meghalt (I.) Francesco Sforza (1401–1466), Milánó hercege. Jolanda hercegné először megkísérelte megszerezni Milánót bátyjának, XI. Lajosnak, de kudarcot vallott. Egy milánói-burgundi szövetség veszélye fenyegette Savoyát, ezért Jolanda hercegné Merész Károly burgundiai herceghez fordult, és szövetséget kínált neki, mely a Sforzák és a Francia Királyság ellen irányult. 1467-ben Fülöp is csatlakozott a Milánó elleni szövetséghez, a savoyai hadsereg élén elfoglalta Romagnano vidékét, a milánóiak viszont Vercelli környékét foglalták el. A rövid ellenségeskedés 1467. november 14-én a ghemmei békekötéssel lezárult, a status quo helyreállt.

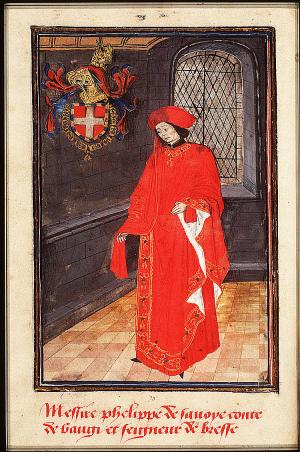
Fülöp herceg az Aranygyapjas rend díszruhájában

Fülöp ezután ismét Merész Károly burgundi herceghez közeledett. 1468. június 24-én Pont-de-Vaux városában hűséget esküdött Merész Károlynak, aki az Aranygyapjas rend lovagjává emelte Fülöpöt, és kinevezte „a két Burgundia” kormányzójává. 1468. július 4-én XI. Lajos király sürgősen követet küldött Milánó hercegéhez, Galeazzo Maria Sforzához, és szoros katonai szövetséget kötött vele. 1468 őszén Péronne városában Lajos kiegyezett Merész Károllyal, Fülöp herceget Lajos király ismét bebörtönözte, majd visszaküldte grófságába, Bresse-be.
1470-ben Fülöp fellázadt sógornője, Valois Jolanda hercegné ellen, aki Grenoble-ba menekült bátyjához, Lajos királyhoz. Politikai válság alakult ki, Savoya két kormánya konfrontálódott, Jolanda és Fülöp irányítása alatt. Hosszas tárgyalások után, amelyeken részt vettek a Francia Királyság, a Milánói Hercegség és a svájci kantonok képviselői is, Fülöp kiegyezett Jolandával, bár nem kapta meg Savoya kormányzójának méltóságát. Kibékült XI. Lajossal is, kötelezte megaát, hogy szakít Merész Károly burgundiai herceggel. Ennek nyomán 1471 1471 márciusában eljegyezhette Lajos rokonát, Bourbon-clermont-i Margit hercegnőt.
Bátyja, IX. Amadé savoyai herceg 1472. március 30-án elhunyt. Kiskorú fia, I. Filibert követte a trónon anyjának, Jolandának gyámsága mellett. Fülöp (XI. Lajos támogatásával) újabb kísérletet tett, hogy őt nevezzék ki régenssé és a hercegség kormányzójává. Jolanda hercegné a Milánói Hercegség támogatásával sikeresen ellenállt és ő maradt a régens.

### Első házassága (1472)
1472. április 6-án Moulins-ben II. Fülöp feleségül vette Bourbon-clermont-i Margit francia hercegnőt (1438–1483), I. Károlynak, Bourbon hercegének (1401–1456) és Burgundi Ágnesnek (1407–1476) leányát. Három gyermekük közül ketten érték meg a felnőttkort:
- Lujza (1476–1531), később I. (Orléans-i) Károly angoulême-i gróf (1459–1496) felesége, I. Ferenc francia király anyja, 1525–1529 között Franciaország régense.
- Girolamo (*/† 1478), születésekor meghalt;
- Filibert (Filiberto/Philibert, 1480-1504), trónörökös, 1497-1504 között II. (Szép) Filibert' néven Savoya uralkodó hercege, aki 1496-ban unokanővérét, Savoyai Jolandát (1487–1499), majd 1501-ben Habsburg Margit osztrák főhercegnőt (1480–1530), I. Miksa német-római császár leányát vette feleségül,

### Hosszú útja a hercegi trón felé
1473 januárjában II. János aragóniai király megtámadta és ostrommal bevette a roussilloni Perpignant. XI. Lajos király Fülöp herceget a királyi hadsereg élén a város visszafoglalásra küldte, de ez nem sikerült.
XI. Lajos támogatásával Fülöp folyamatosan igyekezett megingatni Jolanda hercegné helyzetét, de nem járt sikerrel. Csak 1476-ban tudta elérni Jolanda elmozdítását, miután az özvegy hercegné Merész Károly burgundi herceggel keresett szövetséget. A hercegnét egy időre Rouvres-en-Plaine várába zárták (egyes források szerint Merész Károly fogatta el, és XI. Lajos szabadította ki. más forrás szerint Fülöp herceg fogatta el XI. Lajos parancsára.) XI. Lajos ekkor kinevezte Fülöpöt francia királyi helytartónak Piemont és Nizza tartományokba, Fülöp öccse, János Lajos (1447–1482), Genf püspöki adminisztrátorát pedig Savoya és Valle d’Aosta kormányzója lett.
Jolanda hercegné halála (1478. augusztus 28.) után Fülöp ismét megpróbálta megszerezni a régensi megbízatást, de a király Philibert de Grolée-t, Lyon sénéchal-ját, Fülöp régi ellenlábasát nevezte ki. 1481. március 17-én Fülöpnek sikerült leváltatni és börtönbe juttatni a főkormányzót, Louis de Seyssel-t, La Chambre grófját. Fülöpöt ekkor kinevezték Savoya kormányzójává, öccsét, János Lajost pedig Piemont kormányzójává. A két fivér kezében tartotta az egész Savoyai Hercegség irányítását.
1482. április 22-én meghalt a 17 éves I. Filibert herceg, hivatalosan vadászbaleset következtében, a trónon öccse, a 14 éves I. Károly követte. Fülöp herceg kormányzói kinevezését megerősítették. Ugyanebben az évben meghalt Fülöp öccse, János Lajosnak herceg, Genf püspöki adminisztrátora is, így Fülöp megszerezte Piemont kormányzóságát is. Átmenetileg a kezében összpontosult az egész Savoyai Hercegség kormányzása. Károly herceg azonban elrendelte, hogy a kormányzót ne iktassák be hivatalába, és Fülöp térjen vissza Bresse-i grófságába, amelyet folyamatosan védelmeznie kellett a svájci kantonok terjeszkedő szándéka ellenében. Amikor az ifjú Károly személyes feudális hűségesküt követelt Fülöp hercegtől, ő csak alacsony rangú képviselőket küldött maga helyett. A családon belüli háborút elkerülendő, Károly elfogadta a hűségeskü e szabálytalan formáját.
1483. április 24-én meghalt Fülöp első felesége, Bourbon-clermont-i Margit. 1483. augusztus 30-án elhunyt XI. Lajos király. Fülöp részt vett a temetésen, majd a kiskorú VIII. Károly koronázásán. A régenstől, Anne de Beaujeu hercegnőtől (1461–1522), Károly nővérétől évjáradékot kapott, hogy méltó udvartartást vezethessen. Cserébe Fülöp felajánlotta, hogy pacifikálja a lázadó Dél-Franciaországot. Megkapta La Côte-Saint-André birtokát.
1485. február 14-én Franciaország királya kinevezte Dauphiné tartomány kormányzójává, ezt a méltóságot egészen 1491-ig megtartotta. 1486. július 27-én Lyonnais tartomány főkormányzójává (lieutenant-général) nevezték ki.

### Második házassága (1485)
Az 1483-ban megözvegyült Fülöp herceg 1485. november 11-én másodszor is megnősült, szintén Moulins-ben. Claudine de Brosse grófnőt (1450–1513) vette feleségül,, II. Jean de Brosse-nak, Penthièvre grófjának és Nicole de Châtillon-Blois-nak leányát. 
- Károly (1486–1553), bátyjának, Filibertnek utódaként 1504–1553 között III. (Jó) Károly néven Savoya uralkodó hercege, aki Beatrix portugál infánsnőt, I. Mánuel portugál király leányát vette feleségül. Hat gyermekük született:
- Lajos (1488–1502), Ágoston-rendi szerzetes, a Nagy Szent Bernát-hágói ispotály prépostja,
- Fülöp (1490–1533), a suze-i Szent Jusztin (Saint-Juste) kolostor apátja, Genf grófja, Faucigny bárója, Nemours hercege,
- Absalom (Assolone) (*/† 1495), születésekor meghalt,
- János Amadé (Jean-Amédée) (*/† 1495), születésekor meghalt,
- Filiberta (1498–1524), aki 1515-ben (II.) Giuliano de’ Medicinek, Nemours hercegének (1479–1516) felesége lett.

### Egy lépésre a tróntól

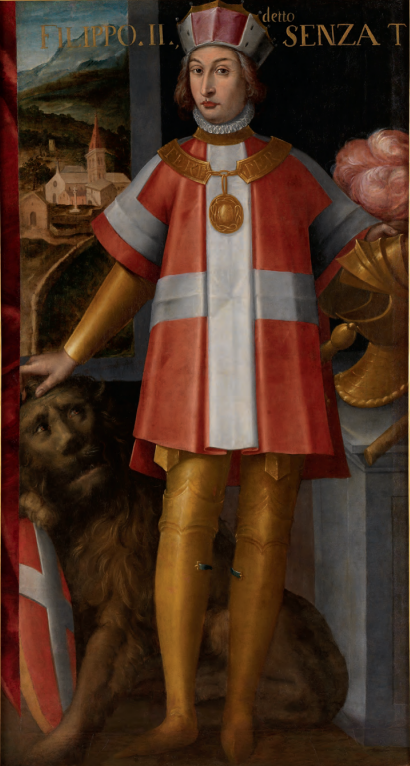
II. Fülöp herceg (kortárs portré, 15. század)

1490. március 13-án meghalt a 21 éves I. Károly herceg. Fülöp előtt ismét lehetőség nyílt, hogy megszerezze a hercegség irányítását. Károly özvegyének, Montferrati Blanka hercegnének azonban sikerült elfogadtatnia egyesztendős fiának, Károly János Amadénak beiktatását, saját régenssége mellett. Fülöp hadjáratot akart vezetni Savoya ellen, de a francia királyi udvar közvetítésével sikerült megbékíteni.
Az 1490-es években Fülöp részt vett a valdensek elleni keresztes hadjáratban, Angelo di Chivasso ferences prédikátor szellemi vezetésével. 1494-ben elkísérte VIII. Károlyt a Nápolyi Királyság elleni hadjáratba. Ennek során Károly őt küldte követként Rómába VI. Sándor pápához, hogy kieszközölje a francia csapatok csapatok szabad átvonulását. Részt vett Genova ostromában is. Franciaországba visszatérve Fülöp Piemontba sietett. 1496. április 16-án a hétesztendős Károly János Amadé herceg meghalt, a hivatalos jelentés szerint balesetben.

### Rövid uralkodása
Fülöp herceg örömmel fogadta a hírt. Egész életében a savoyai hercegi trónöröklésért küzdött. 1496. május 5-én a régens, Montferrati Blanka átadta Fülöp hercegnek az uralkodói hatalmat. Véget ért a kiskorú uralkodó hercegek és a régensek időszaka, Fülöp herceg 53 évesen végre trónra léphetett, II. Fülöp néven.
Fülöp herceg biztosítani akarta, hogy utódainak öröklési jogát senki se vonhassa kétségbe, sem férfi-, sem nőágról. Legidősebb fiát, Filibert herceget azonnal, már 1496. május 12-én összeházasította annak unokanővérével, Savoyai Jolanda hercegnővel (1487–1499), I. Károly herceg és Montferrati Blanka leányával. Az esküvő idején a vőlegény 15, a menyasszony 9 esztendős volt. (A terv nem sikerült, Jolanda hercegnő 1499-ben, 12 évesen utód nélkül elhunyt).
Fülöp unokaöccse, I. Károly herceg 1485-ben Lusignan Sarolta ciprusi királynőtől (1442–1487), II. János ciprusi király leányától, I. Janus ciprusi király unokájától (saját édesapjának, IX. Amadé hercegnek 1460 óta száműzetésben élő unokanővérétől) megvásárolta Jeruzsálem és Ciprus uralkodói jogcímeit. E titulusokat örökösei, így II. Fülöp is felvette uralkodói címei közé.

### Elhunyta, utódlása

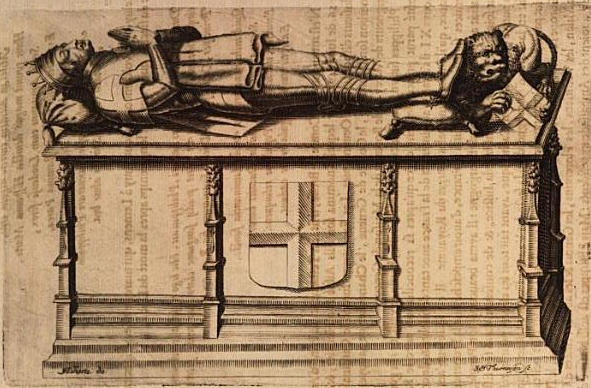
Síremléke az Hautecombe apátságban

Fülöp herceg alig másfél évnyi uralkodás után, 1497. november 7-én, 54 éves korában elhunyt. Savoyai uralkodóinak hagyományos temetkezőhelyén, az Hautecombe apátságban temették el. Szívurnáját Chambéryben, a Lémenc-dombon álló Szent Péter-templomban (Saint-Pierre de Lémenc) helyezték el.
A hercegi trónt legidősebb fia, Filibert herceg örökölte, II. (Szép)Filibert néven, aki hét éven át viselte Savoya koronáját. Az ő 1504-ben bekövetkezett halála után öccse, III. (Jó) Károly követte, aki csaknem fél évszázadon át, 1553-ig uralkodott. A Savoyai Hercegség koronáját egészen 1831-ig, Károly Félix szárd–piemonti király elhunytáig megszakítás nélkül Fülöp herceg közvetlen utódai viselték.